# 史太
史太（9世纪—10世纪），中国唐朝末年宣武军节度使朱全忠部将。
天祐元年（904年），朱全忠迫唐昭宗迁都洛阳后，河东节度使李克用、凤翔节度使李茂贞、西川节度使王建、山南东道节度使赵匡凝等知道朱全忠即将篡位，联盟声称要兴复唐室。朱全忠正西征，担心唐昭宗英杰不群从中生变，令左龙武统军朱友恭、右龙武统军氏叔琮、枢密使蒋玄晖弑昭宗。八月，蒋玄晖选时任龙武衙官史太等百人叩内门，声称军前有急奏面见昭宗，内门开启后，蒋玄晖在各门留兵把守，至椒兰殿院，昭宗后宫河东夫人裴贞一开门对蒋玄晖说：“急奏不应带兵前来。”史太执杀裴贞一，急趋至殿下。蒋玄晖说：“至尊何在？”昭仪李渐荣凭轩对蒋玄晖说：“院使不要伤害官家，宁杀我等。”昭宗正醉，闻之立刻起身。史太持剑入椒兰殿，昭宗着单衣绕柱而逃，史太追弑之。以身体护卫昭宗的李渐荣也被史太所杀。史太又抓住何皇后，将行杀害，何皇后求哀于蒋玄晖，蒋玄晖因朱全忠只下令弑帝，放了何皇后。朱全忠虽对昭宗遇弑故作吃惊不知情并处死朱友恭、氏叔琮，却因史太弑君有劳，不久就用为棣州刺史，但不迟于次年四月，史太就被刘仁遇取代。十二月，朱全忠又杀蒋玄晖。史太的后事没有记载。